# Katharina Maillard
Katharina Maillard (* 3. November 1922 in Berlin; † 24. Februar 2010 in Stuttgart) auch Katja Maillard, ab 1952 Katja Greve, war eine deutsche Musikerin und Illustratorin.

## Leben
Katharina Maillard war eine Tochter des Malers Willi Maillard, eines Malers der von Max Liebermann geleiteten Freien Secession und Professors an der Kunstakademie in Berlin und Cläre Maillard-Zechlin.
Sie wurde vor allem in den 1950er und 1960er Jahren als Kinderbuchillustratorin (Hanselmann reist um die Welt mit James Krüss, Kinder heut ist Wochenmarkt) bekannt sowie durch die Zusammenarbeit mit ihrer Tante, der Kunst- und Werkpädagogin Ruth Zechlin. 1952 heiratete sie den Lyriker und späteren langjährigen Leiter der Bibliothek des Deutschen Literaturarchivs Marbach Ludwig Greve, mit dem sie zwei Töchter (Cornelia und Julia) hatte.
Die Meersburger Malerin Maria Kegel-Maillard war die ältere Schwester von Katharina Maillard.

## Werke (Illustratorin)
- Hanselmann reist um die Welt, mit James Krüss
- Kinder heut ist Wochenmarkt
- Hanselmann hat große Pläne, mit James Krüss
- Ich bin das kleine Steffelchen, mit Lene Hille-Brandts
- Das Märchen vom Fischer und seiner Frau, mit  Trude von Rebay
- Der Frieder und das Katerlieschen. Nach einem Märchen der Gebrüder Grimm
- Wie die Bären Stuben kehren
- König Kater. Ein Bilderbuch. mit Hanna Hanisch
- Ich bin ein kleiner Sonnenstrahl - Ein Kinderbuch, mit Versen von Ursula Rhode-Jüchtern
- Vom Schlaraffenland, mit Paul Alverdes
- Der kleine Herr Pucha und sein Hähnchen Koko, mit Hanna Hanisch
- Arche Noah
- Zirkuszelt-Wunderwelt, mit James Krüss
- Die kleine Singdrossel. Verschiedene regionale Ausgaben, von H. M. Sambeth und H. R. Franzke
- Mein Spielzeugschrank
- Circus-Magic (USA, mit Sharon Banigan)
- Das ist unser Haus
- Mein Haus, mein Ball, mein Püppchen, mit Heide Heidemann